# 王子綱 (籃球運動員)
王子綱（1993年1月27日—）為臺灣男子籃球運動員，場上位置為後衛，最後效力於台灣職業籃球大聯盟新竹御嵿攻城獅。王子綱從國二開始走上籃球路，畢業於南湖高中、國立高雄師範大學，大二時曾被經紀公司相中轉往演藝圈發展，之後選擇重返球場。2015年9月在超級籃球聯賽新人選秀會第二輪被臺北達欣工程選中。2018年夏天在與臺北達欣工程的三年合約到期後轉戰台灣啤酒。2020年8月前往中國大陸加盟全国男子篮球联赛（NBL）安徽文一，12月底返回臺灣，2021年1月中回歸台灣啤酒。2022年5月入選第十九季超級籃球聯賽年度第一隊，7月初因為確診COVID-19無法代表中華男籃征戰2023年世界盃亞洲區資格賽第一輪第三階段。2023年7月加盟P. LEAGUE+新竹街口攻城獅。2025年6月17日，新竹御嵿攻城獅宣布與王子綱合約期滿不續約。

## 外部連結
- 王子綱的Instagram帳戶
- 王子綱在fiba.basketball（英语）
- 王子綱在P. LEAGUE+官網
- 王子綱在台灣職業籃球大聯盟官網
- 王子綱在Eurobasket.com（球員）（英语）
- 王子綱在Proballers（英语）
- 王子綱在RealGM（英语）
- 王子綱在Flashscore（英语）